# 大将季
大将季（ダイマサキ）とはミカン科ミカン属の柑橘類、タンゴールのひとつである。育成地では3月上旬に成熟する。

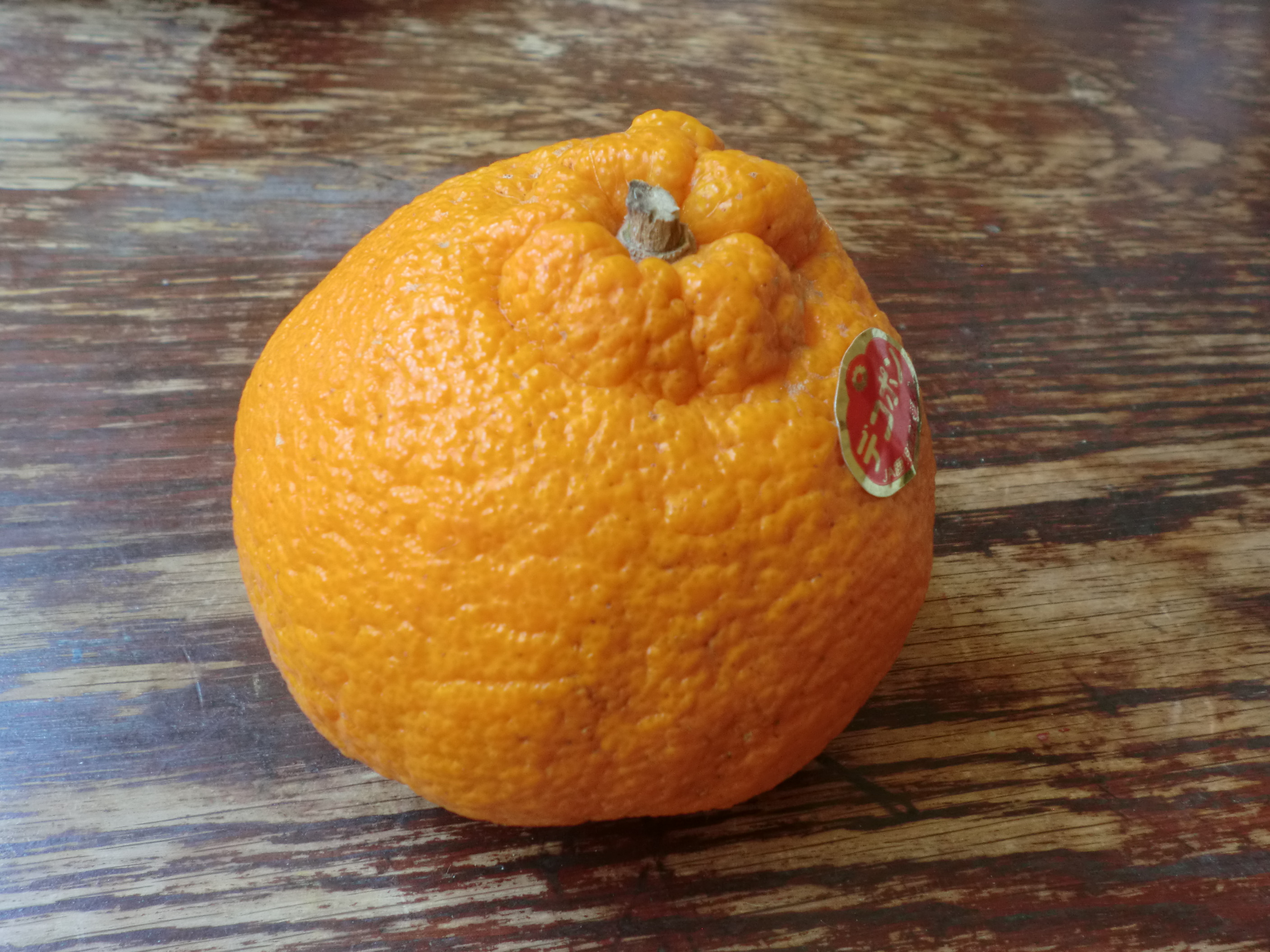
大将季

## 特徴
1997年に鹿児島県阿久根市の不知火育成者の果樹園地において枝変わりを発見。以後、増殖を行いながら育成したものである。2006年8月22日に品種登録をされた。。
「大将季」の命名は、生育者の名字から漢字を一字、更に息子の名前を組み合わせたものである。なお、出願時の名称は「紅将季」であった。紅不知火と呼ばれることもある。
果実の形状は扁球、皮は比較的薄く柔らかいため器具を使わずとも手で剥き易い。従来の不知火に比べ、果皮や果肉は赤味を帯びた濃い橙色。糖度が高くコクのある果汁は酸味とのバランスがよく(概ね糖度13度以上、酸度1%以下）、香気は中程度である。鹿児島県特有の品種であること、特徴的な見た目と味の良さ、手で剥いて食べられる手軽さから、ふるさと納税でも人気の品種である。